# Заярний Григорій
Заярний Григорій Львович (1897 — ?) (псевдо — Гордієнко, Єфімов, Попов, Захарович, Лівинський, № 103) — учасник українського національно-визвольного руху 1917—1921 років, співробітник радянських органів держбезпеки (ЧК). Від 1913 року — член РСДРП(б) під псевдо Єфімов.

## Біографія
Народився у Олександрії[джерело?]. У 1921 році виконував завдання Повстансько-партизанського штабу, був особистим знайомим і користувався довірою Юрія Тютюнника. 2 липня 1921 року під час переходу через польсько-український кордон був затриманий співробітниками ЧК. У ході допитів розповів, що був відправлений Повстансько-партизанським штабом із завданням до отамана Юліана Мордалевича, викрив структуру органів УНР за кордоном та схему організації антибільшовицьких повстанських сил в Україні, дав свідчення про петлюрівську організацію в Києві. Був завербований ЧК для «роботи» серед української еміграції та розкладу антибільшовицьких організацій за кордоном.
Після першої подорожі як агент НК до Польщі надав інформацію про повстанські загони Правобережної України, перехід з Польщі відділу генерала Василя Нельговського, підготовку Другого Зимового походу, зв'язки ППШ з румунським та польським генеральними штабами та українськими еміграційними групами. На думку історика Павла Стегнія, Григорій Заярний був учасником Другого Зимового походу, займав посаду державного інспектора Волинської повстанської групи.
З серпня 1922 року — Г. Заярний — основна дійова особа агентурної розробки із захоплення органами ДПУ Юрія Тютюнника.
Приблизно в жовтні 1922 року приїжджав до Кишинева і оголосив там, що робота з повалення радянської влади в Україні йде повним ходом і треба ще трохи натиснути, а для цього до весни 1923 року всі прикордонні переходи мають бути в руках України, щоб спокійно перекидати військових на радянську територію. Потім Олександр та Петро Стахови, Кузьменко-Титаренко та Заярний поїхали до Хотина, щоб звідти повернутися до України, і на прощання повідомили, що французи повністю на їхньому боці та під виглядом інформаційних пунктів допомагатимуть українцям переправлятися до України.
Надсилав Тютюннику листи про діяльність в Україні Вищої військової ради, брав участь у вербуванні людей з оточення Тютюнника, переправі генерала через Дністер, був присутній при його арешті. Після арешту Тютюнник надіслав Заярному декілька листів.
Жив у Харкові, працював інструктором сільськогосподарської кооперації.